# Диорама
Диорама е умален макет на реално съществуваща местност, исторически момент или сцена. Диорамата може да изобразява и несъстоял се момент.